# Bernartice (Stráž)
Bernartice (německy Pernartitz) jsou malá vesnice a část městyse Stráž v okrese Tachov v Plzeňském kraji. Nachází se asi pět kilometrů jihovýchodně od Stráže. Bernartice leží v katastrálním území Bernartice u Stráže o rozloze 6,3 km². Vesnice se nachází na jižním okraji přírodního parku Valcha.

## Historie
První písemná zmínka o vesnici pochází z roku 1158 a je možné, že ji založil Bernard, purkrabí na Přimdě. Dalšími doloženými majiteli vsi byli Bozděch z Bernartic připomínaný roku 1356 a jeho syn Bušek. Další vlastníci jsou shodní s držiteli bernartické tvrze.

## Obyvatelstvo
| Rok            | 1869 | 1880 | 1890 | 1900 | 1910 | 1921 | 1930 | 1950 | 1961 | 1970 | 1980 | 1991 | 2001 | 2011 | 2021 |
| -------------- | ---- | ---- | ---- | ---- | ---- | ---- | ---- | ---- | ---- | ---- | ---- | ---- | ---- | ---- | ---- |
| Počet obyvatel | 434  | 469  | 421  | 420  | 377  | 367  | 323  | 144  | 143  | 117  | 100  | 74   | 76   | 89   | 90   |
| Počet domů     | 73   | 75   | 78   | 78   | 76   | 75   | 70   | 41   | 66   | 29   | 29   | 32   | 35   | 37   | 43   |

## Obecní správa
Při sčítání lidu v letech 1850–1979 Bernartice byly samostatnou obcí v okrese Tachov. Od 1. ledna 1980 jsou částí městyse Stráž v okrese Tachov. V letech 1961–1979 k obci patřily Borek, Dehetná, Strachovice a Valcha.

## Pamětihodnosti
- Bernartická tvrz
- Původní Kostel svatého Petra a Pavla z roku 1384 byl roku 1737 zbořen a nově byl vystavěn v letech 1741–1750.
- Sloup svatého Jana Nepomuckého pochází z 18. století.
- Rozhledna Březinka je součástí telekomunikační věže z roku 2003. Její vyhlídková plošina je ve výšce 33,5 metru.
- Synagoga v Bernarticích